# Maria Susanna Cummins
Maria Susanna Cummins, znana również jako Maria S. Cummins (ur. 9 kwietnia 1827 w Salem, w stanie Massachusetts, zm. 1 października 1866 w Dorchester, w Massachusetts) – amerykańska pisarka, twórczyni głównie literatury dla dziewcząt, z czego najbardziej znana jest powieść z 1854 roku Tajemnica Gerty (oryg. The Lamplighter).

## Twórczość
- 1854 : Tajemnica Gerty (znana również jako Latarnik z Bostonu)
- 1858 : Mabel Vaughan
- 1860 : El Fureidis
- 1864 : Haunted Hearts
- Świetliki pierwszej komunii świętej[1]